# National Society of Film Critics Awards 2016
La 50ª edizione dei National Society of Film Critics Awards, annunciati il 3 gennaio 2016, ha premiato i migliori film del 2015 secondo i membri della National Society of Film Critics (NSFC).

## Vincitori
A seguire vengono indicati i vincitori, in grassetto, e gli altri classificati, ciascuno col numero di voti ricevuti (tra parentesi):

### Miglior film
1. Il caso Spotlight (Spotlight), regia di Tom McCarthy (23)
2. Carol, regia di Todd Haynes (17)
3. Mad Max: Fury Road, regia di George Miller (13)

### Miglior regista
1. Todd Haynes - Carol (21)
2. Tom McCarthy - Il caso Spotlight (Spotlight) (21)
3. George Miller - Mad Max: Fury Road (20)

### Miglior attore
1. Michael B. Jordan - Creed - Nato per combattere (Creed) (29)
2. Géza Röhrig - Il figlio di Saul (Saul fia) (18)
3. Tom Courtenay - 45 anni (45 Years) (15)

### Miglior attrice
1. Charlotte Rampling  - 45 anni (45 Years) (57)
2. Saoirse Ronan - Brooklyn (30)
3. Nina Hoss - Il segreto del suo volto (Phoenix) (22)

### Miglior attore non protagonista
1. Mark Rylance - Il ponte delle spie (Bridge of Spies) (56)
2. Michael Shannon - 99 Homes (15)
3. Sylvester Stallone - Creed - Nato per combattere (Creed) (14)

### Miglior attrice non protagonista
1. Kristen Stewart - Sils Maria (Clouds of Sils Maria) (53)
2. Alicia Vikander - Ex Machina (23)
3. Elizabeth Banks - Love & Mercy (17) ex aequo con Kate Winslet - Steve Jobs (17)

### Miglior sceneggiatura
1. Tom McCarthy e Josh Singer - Il caso Spotlight (Spotlight) (21)
2. Charlie Kaufman - Anomalisa (15)
3. Adam McKay e Charles Randolph - La grande scommessa (The Big Short) (15)

### Miglior fotografia
1. Edward Lachman - Carol (25)
2. Mark Lee Ping-bing - The Assassin (Cìkè Niè Yǐnniáng) (22)
3. John Seale - Mad Max: Fury Road (12)

### Miglior film in lingua straniera
1. Timbuktu, regia di Abderrahmane Sissako (22)
2. Il segreto del suo volto (Phoenix), regia di Christian Petzold (20)
3. The Assassin (Cìkè Niè Yǐnniáng), regia di Hou Hsiao-hsien (16)

### Miglior documentario
1. Amy, regia di Asif Kapadia (23)
2. In Jackson Heights, regia di Frederick Wiseman (18)
3. Seymour: An Introduction, regia di Ethan Hawke (15)

### Film Heritage Award
- Film Society of Lincoln Center e i suoi curatori Jake Perlin e Michelle Materre per la rassegna Tell It Like It Is: Black Independents in New York, 1968-1986[3]
- Criterion collection e L'Immagine Ritrovata per il restauro e la riedizione home video della "trilogia di Apu" di Satyajit Ray[3]
- Lobster Films e Fondazione Cineteca di Bologna/L'Immagine Ritrovata per il restauro dei film Essanay di Charlie Chaplin[3]

### Miglior film in attesa di una distribuzione statunitense
- Un etaj mai jos, regia di Radu Muntean (Romania)